# 1960-е

## Догађаји и трендови
- Први човек у свемиру - Јуриј Гагарин.
- Изграђен Берлински зид.
- У Београду одржана прва конференција покрета Несврстаних.
- Кубанска криза
- Убијен амерички председник Џон Кенеди.
- Убијен борац за људска права Мартин Лутер Кинг.
- Искрцавање америчких астронаута на Месец.
- Александар Ранковић, један од најближих Титових сарадника, искључен из СКЈ и смењен са свих државних и партијских функција.
- Инвазија Варшавског пакта на Чехословачку.
- Велике студентске демонстрације 1968.

## Култура
- Хипи покрет

### Музика
- Одржан музички фестивал Вудсток.